# 潙水河
潙水河（いすいが、Weishui、簡体字: 沩水河, 拼音: Wéishuǐ hé）は、中華人民共和国湖南省を流れる川の一つで、湘江下流の左支流。別名は「潙水」（いすい）、旧名は「玉潭江」といった。
湘江の西側を流れる支流で、湖南省長沙市の市域内を流れる。源流域は、寧郷市の潙山（いさん）である。潙山は仏教の聖山で、山上には唐代に創建され潙仰宗が発祥した密印寺がある。
潙水河には南北の支流があり、南の支流は扶王山の西麓から発し、北の支流は灯窩塞の北麓に発する。寧郷市で合流し潙水河となり、東へ望城区を流れ、望城区の高塘嶺街道の境界である潙水口で湘江に合流している。全長は144キロメートル、流域面積は2,750平方キロメートル。
潙水河の流域は古代より文化が発達してきた。上流には殷から西周にかけての青銅器が発掘された炭河里遺跡をはじめ、寨子山・月亮山などの考古遺跡がある。